# La Candelaria (paroisse civile)
Pour les articles homonymes, voir Candelaria.
La Candelaria est l'une des huit paroisses civiles de la municipalité de Morán dans l'État de Lara au Venezuela. Sa capitale est Guaitó.

## Géographie

### Démographie
Hormis sa capitale Guaitó, la paroisse civile comporte plusieurs localités, dont :
- Guaitó
- La Laguna
- La Montaña
  - La Montaña Este
  - La Montaña Oeste
- Palma Rica
  - Palma Rica Norte
  - Palma Rica Sur
- Versalles